# 벨리오나
벨리오나 (Veliona)은 고대 리투아니아의 영원, 죽음, 망자의 여신이다.
비엘로나 데우스 (Vielona Deus)를 대신하여 비엘로나 (Vielona) 또는 비엘로니아 (Vielonia)는 얀 워시스키의 과거 리투아니아 인들이 숭배한 신들의 목록에 언급되어 있다.
Nijolė Laurinkien에 따르면, 리투아니아 신화에 있는 벨리오나의 존재는 리투아니아인들에게 벨유 모테 (Vėlių Motę, Veļu māte)를 믿고 있다는 사실로 확인할 수 있었다.
라트비아의 민속 자료에 따르면, 벨유 모테는 망자의 영혼을 기다리며, 장소를 준비하고, 국자를 뜨고, 식탁보로 고인과 직접 접촉했다. 죽음의 어머니는 한 남자의 생명을 빼앗은 뒤, 그녀의 소유와 함께 다른 곳으로 떠났다.
신화 학자인 피터 슈미트 (peter Schmidt)는 죽음의 어머니를 존중하는 것은 제미나의 마음과 같다고 지적한다.
신화 학자에 따르면 벨리오나는 제미나의 변형된 모습이거나 형태 중 하나인데 특이성을 표현하면서, 망자들을 보살피고 지배했을 것이다.